# Фильюн, Маре
Маре Фильюн (в ряде публикаций встречаются ошибочные написания Марайс Вильюн, Мараис Вилджоин) (африк. Marais Viljoen; 2 декабря 1915, Робертсон, Западная Капская провинция, ЮАР — 4 января 2007, Претория) — государственный президент ЮАР в 1978 и 1979—1984. Был последним президентом страны до реформы, в результате которой пост президента, бывший в основном представительским и церемониальным, превратился в реальный центр власти.

## Биография
Родился в многодетной семье, был младшим из шести детей. 20 апреля 1940 года женился на Доротее Марии Бринк (1917—2005), в браке у них родилась дочь. До начала политической карьеры работал на почте и в газете «Die Transvaler», издававшейся на языке африкаанс. Газету в тот период редактировал Хендрик Фервурд, позднее (в 1958) ставший премьер-министром.
Заседал в парламенте страны (представлял город Альбертон, находящийся в провинции Гаутенг неподалёку от Йоханнесбурга). Был президентом Сената.
После смерти от инфаркта президента ЮАР Николааса Йоханнеса Дидерихса, как президент Сената, в соответствии с Конституцией ЮАР стал исполняющим обязанности президента страны до вступления в должность нового избранного президента Балтазара Форстера. Однако 8 месяцев спустя Форстер был вынужден уйти в отставку в связи с обвинениями в даче ложных показаний о финансировании правительством внутри страны и за границей сил, поддерживавших апартеид, и Фильюн был избран новым президентом ЮАР.
Несмотря на принадлежность к Национальной партии, являвшейся инициатором политики апартеида, Фильюн считался умеренным политиком.
В сентябре 1984 года ушёл в отставку, и, согласно проведённой в ЮАР реформе властных структур, главой страны стал политик, наделённый реальными полномочиями. Пост премьер-министра при этом упразднялся. Президентом стал последний премьер-министр (1978—1984) Питер Бота.

## Последние годы
Несмотря на уход с поста президента, Фильюн, по словам его дочери, до последнего времени питал огромный интерес к политике.
Умер в Претории в возрасте 91 года от сердечного приступа.